# Oxypetalum capitatum
Oxypetalum capitatum é um gênero de plantas com flores. Foi descrito pela primeira vez por Carl Friedrich Philipp von Martius. Oxypetalum capitatum pertence ao gênero Oxypetalum, e família Apocynaceae. 

## Subespécies
O gênero é dividido nos seguintes tipos:
- O. c. angustum
- O. c. capitatum
- O. c. mirabile

## Morfologia
Ervas ou subarbustos eretos, com ramos tomentosos a vilosos. As folhas apresentam lâminas ovadas, de base truncada ou arredondada e margens revolutas, sendo pubescentes na face adaxial e vilosas na abaxial. As inflorescências são cimeiras subaxilares umbeliformes, com 4-8 flores e pedúnculos vilosos de comprimento variável. As flores possuem pedicelos vilosos, sépalas triangular-alongadas com 1-2 coléteres axilares adaxiais e corola campanulada amarelada a verde-acastanhada, com tubo viloso e lobos lanceolados, papilosos na face adaxial. A corona tem lobos oblongos a ovados, bífidos até o terço superior ou base, sem apêndices carnosos, e é mais longa que as anteras. O ginostégio é séssil, e o polinário apresenta retináculo lanceolado, caudículas horizontais pediculadas e polínios oblongos.

## Ocorrência
Origem e Distribuição: Espécie nativa, não endêmica do Brasil, com ampla ocorrência nas regiões Norte (Acre, Amazonas, Pará, Roraima), Nordeste (Bahia, Pernambuco), Centro-Oeste (Distrito Federal, Goiás, Mato Grosso do Sul, Mato Grosso), Sudeste (Minas Gerais, São Paulo) e Sul (Paraná, Rio Grande do Sul, Santa Catarina).
Domínios Fitogeográficos e Tipos de Vegetação: Encontrada nos domínios da Amazônia, Caatinga, Cerrado e Mata Atlântica, em tipos de vegetação como campo limpo e cerrado lato sensu.